# Anomologini
Az Anomologini a valódi lepkék (Glossata) alrendjébe tartozó sarlós ajkú molyfélék (Gelechiidea) családjának névadó, sarlós ajkú molyformák (Gelechiinae) alcsaládjának egyik nemzetsége. Egyes rendszerek három további nemzetséggel (Apatetrini, Aristoteliini, Pexicopiini) az Anomologinae alcsaládba vonják össze.

## Elterjedése, fajai
A nemzetség meglehetősen fajgazdag. A lepkészetileg kevéssé ismert trópusi területeken még számos faj várja leíróját.

## Magyarországi fajai
- Apodia nem (Heinemann, 1870
  - peremizsmag-sarlósmoly (Apodia bifractella Duponchel, 1843) — Magyarországon közönséges (Fazekas, 2001; Buschmann, 2003; Pastorális, 2011; Pastorális & Szeőke, 2011);
- Argolamprotes nem (Benander, 1945):
  - ezüstpettyes sarlósmoly (Argolamprotes micella Denis & Schiffermüller, 1775) — Magyarországon sokfelé előfordul (Horváth, 1997; Buschmann, 2003; Pastorális, 2011);
- Aristotelia nem (Hb., 1825):
  - szikespusztai sarlósmoly (Aristotelia calastomella Christoph, 1872) — Magyarországon szórványos (Pastorális, 2011)
  - díszes sarlósmoly (Aristotelia decoratella Staudinger, 1879) — Magyarországon sokfelé előfordul (Pastorális, 2011; Pastorális & Szeőke, 2011);
  - seprősajkú sarlósmoly (Aristotelia decurtella Hb., 1813) — Magyarországon közönséges (Fazekas, 2001; Buschmann, 2003; Pastorális, 2011; Pastorális & Szeőke, 2011);
  - csarabos sarlósmoly (Aristotelia ericinella Zeller, 1839) — Magyarországon szórványos (Pastorális, 2011)
  - füzényhajtás-sarlósmoly (Aristotelia subdecurtella Stainton, 1859) — Magyarországon többfelé előfordul (Buschmann, 2003; Pastorális, 2011);
  - sárgacsíkos sarlósmoly (Aristotelia subericinella Duponchel, 1843) — Magyarországon közönséges (Fazekas, 2001; Buschmann, 2003; Pastorális, 2011; Pastorális & Szeőke, 2011);
- Atremaea nem (Staudinger, 1871
  - magyar nádmoly (Atremaea lonchoptera Staudinger, 1871) — Magyarországon közönséges (Fazekas, 2001; Buschmann, 2003; Pastorális, 20111; Pastorális & Szeőke, 2011);
- Bryotropha nem (Heinemann, 1870):
  - barnásfekete mohamoly (Bryotropha affinis Haworth, 1828) — Magyarországon szórványos (Fazekas, 2001; Pastorális, 2011)
  - kövi mohamoly (Bryotropha basaltinella Zeller, 1839) — Magyarországon többfelé előfordul (Pastorális, 2011);
  - homoki mohamoly (Bryotropha desertella Douglas, 1850) — Magyarországon többfelé előfordul (Pastorális, 2011; Pastorális & Szeőke, 2011);
  - pettyes mohamoly (Bryotropha domestica Haworth, 1828) — Magyarországon többfelé előfordul (Pastorális, 2011; Pastorális & Szeőke, 2011);
  - északi mohamoly (Bryotropha galbanella Zeller, 1839) — Magyarországon szórványos (Pastorális, 2011)
  - aggteleki sarlósmoly (Bryotropha patockai Elsner & Karsholt, 2003) — Magyarországon szórványos (Pastorális, 2011)
  - barnásszürke mohamoly (Bryotropha senectella Zeller, 1839) — Magyarországon többfelé előfordul (Horváth, 1997; Pastorális, 2011; Pastorális & Szeőke, 2011);
  - közönséges mohamoly (Bryotropha similis Stainton, 1854) — Magyarországon szórványos (Pastorális, 2011)
  - apró mohamoly (Bryotropha tachyptilella Rebel, 1916) — Magyarországon szórványos (Pastorális, 2011)
  - rézbarna mohamoly (Bryotropha terrella Denis & Schiffermüller, 1775) — Magyarországon sokfelé előfordul (Buschmann, 2003; Pastorális, 2011)
- Caulastrocecis nem (Chrétien, 1931):
- budai sarlósmoly (Caulastrocecis furfurella, C. cryptoxena Staudinger, 1871) — Magyarországon többfelé előfordul (Fazekas, 2001; Pastorális, 2011)
- Chrysoesthia nem (Hb., 1825):
  - labodarágó sarlósmoly (Chrysoesthia drurella, Ch. hermannella Fabricius, 1775) — Magyarországon többfelé előfordul (Fazekas, 2001; Buschmann, 2003; Pastorális, 2011; Pastorális & Szeőke, 2011);
  - aranyfoltos sarlósmoly (Chrysoesthia sexguttella Thunberg, 1794) — Magyarországon közönséges (Fazekas, 2001; Pastorális, 2011);
- Dirhinosia nem (Rebel, 1905):
  - sárhegyi sarlósmoly (Dirhinosia cervinella Eversmann, 1844) — Magyarországon többfelé előfordul (Buschmann, 2003; Pastorális, 2011);
- Eulamprotes nem (Bradley, 1971):
  - orbáncfű-sarlósmoly (Eulamprotes atrella Denis & Schiffermüller, 1775) — Magyarországon közönséges (Fazekas, 2001; Buschmann, 2003; Pastorális, 2011; Pastorális & Szeőke, 2011);
  - ólomszínű sarlósmoly (Eulamprotes plumbella Heinemann, 1870) — Magyarországon szórványos (Pastorális, 2011; Pastorális & Szeőke, 2011)
  - ezüstpontos sarlósmoly (Eulamprotes superbella Zeller, 1839) — Magyarországon többfelé előfordul (Pastorális, 2011; Pastorális & Szeőke, 2011);
  - zöldesszürke sarlósmoly (Eulamprotes unicolorella Duponchel, 1843) — Magyarországon sokfelé előfordul (Fazekas, 2001; Buschmann, 2003; Pastorális, 2011; Pastorális & Szeőke, 2011)
  - ezüstsávos sarlósmoly (Eulamprotes wilkella, E. pictella L., 1758) — Magyarországon közönséges (Fazekas, 2001; Pastorális, 2011; Pastorális & Szeőke, 2011);
- Gladiovalva nem (Sattler, 1960):
  - sóska-sarlósmoly (Gladiovalva aizpuruai Vives, 1990) — Magyarországon szórványos (Pastorális, 2011)
- Isophrictis nem (Meyrick, 1917):
  - margitvirág-sarlósmoly (Isophrictis anthemidella Wocke, 1871) — Magyarországon szórványos (Buschmann, 2003; Pastorális, 2011) — hazánkban sokáig a varádicslakó sarlósmoly alfajának tekintették; a két faj megjelenése gyakorlatilag nem különbözik (Buschmann, 2003);
  - varádicslakó sarlósmoly (Isophrictis striatella Denis & Schiffermüller, 1775) — Magyarországon közönséges (Fazekas, 2001; Buschmann, 2003; Pastorális, 2011; Pastorális & Szeőke, 2011);
- Megacraspedus nem (Zeller, 1839)
  - dunántúli kopármoly (Megacraspedus balneariellus Chrétien, 1907) — Magyarországon sokfelé előfordul (Pastorális, 2011);
  - kétpettyes kopármoly (Megacraspedus binotella Duponchel, 1843) — Magyarországon többfelé előfordul (Pastorális, 2011);
  - füvön élő kopármoly (Megacraspedus dolosellus Zeller, 1839) — Magyarországon sokfelé előfordul (Pastorális, 2011);
  - karcsú kopármoly (Megacraspedus fallax Mann, 1867) — Magyarországon többfelé előfordul (Pastorális, 2011);
  - balkáni kopármoly (Megacraspedus imparellus Fischer von Röslerstamm, 1843) — Magyarországon sokfelé előfordul (Buschmann, 2003; Pastorális, 2011);
  - szürke kopármoly (Megacraspedus lagopellus Herrich-Schäffer, 1860) — Magyarországon többfelé előfordul (Pastorális, 2011);
  - apró kopármoly (Megacraspedus separatellus Fischer von Röslerstamm, 1843) — Magyarországon többfelé előfordul (Pastorális, 2011);
- Metzneria nem (Zeller, 1839
  - bábakalács-sarlósmoly (Metzneria aestivella, M. carlinella Zeller, 1839) — Magyarországon többfelé előfordul (Pastorális, 2011);
  - tüzes szárnyú sarlósmoly (Metzneria aprilella, M. igneella Herrich-Schäffer, 1854) — Magyarországon közönséges (Buschmann, 2003; Pastorális, 2011);
  - piroscsíkos sarlósmoly (Metzneria artificella, M. litigiosella, M. pannonicella Herrich-Schäffer, 1861) — Magyarországon szórványos (Pastorális, 2011)
  - homokháti sarlósmoly (Metzneria ehikeella Gozmány, 1954) — Magyarországon szórványos (Pastorális, 2011)
  - délvidéki sarlósmoly (Metzneria intestinella Mann, 1864) — Magyarországon többfelé előfordul (Pastorális, 2011; Pastorális & Szeőke, 2011);
  - bojtorjánmag-sarlósmoly (Metzneria lappella L., 1758) — Magyarországon közönséges (Fazekas, 2001; Buschmann, 2003; Pastorális, 2011; Pastorális & Szeőke, 2011);
  - imolamag-sarlósmoly (Metzneria metzneriella Stainton, 1851) — Magyarországon közönséges (Fazekas, 2001; Buschmann, 2003; Pastorális, 2011; Pastorális & Szeőke, 2011);
  - barnarácsos sarlósmoly (Metzneria neuropterella Zeller, 1839) — Magyarországon közönséges (Horváth, 1997; Buschmann, 2003; Pastorális, 2011; Pastorális & Szeőke, 2011);
  - pipitérmoly (Metzneria paucipunctella Zeller, 1839) — Magyarországon közönséges (Fazekas, 2001; Buschmann, 2003; Pastorális, 2011; Pastorális & Szeőke, 2011);
  - északi sarlósmoly (Metzneria santolinella, M. consimilella Amsel, 1936) — Magyarországon szórványos (Pastorális, 2011; Pastorális & Szeőke, 2011)
  - sárgás sarlósmoly (Metzneria subflavella Englert, 1974) — Magyarországon szórványos (Pastorális, 2011)
- Monochroa nem (Heinemann, 1870
  - sásaknázó lápimoly (Monochroa arundinetella Boyd, 1857) — Magyarországon többfelé előfordul (Pastorális, 2011);
  - fehérgyűrűs lápimoly (Monochroa conspersella, M. quaestionella, M. morosa Herrich-Schäffer, 1854) — Magyarországon többfelé előfordul (Horváth, 1997; Fazekas, 2001; Pastorális, 2011);
  - saspáfrány-sarlósmoly (Monochroa cytisella Curtis, 1837) — Magyarországon szórványos (Pastorális, 2011)
  - keskeny szárnyú lápimoly (Monochroa elongella Heinemann, 1870) — Magyarországon többfelé előfordul (Fazekas, 2001; Buschmann, 2003; Pastorális, 2011);
  - magyar lápimoly (Monochroa divisella, M. divisiella, M. lepidolampra Douglas, 1850) — Magyarországon többfelé előfordul (Fazekas, 2001; Pastorális, 2011);
  - keserűfű-lápimoly (Monochroa hornigi Staudinger, 1883) — Magyarországon többfelé előfordul (Fazekas, 2001; Pastorális, 2011; Pastorális & Szeőke, 2011);
  - fekete lápimoly (Monochroa inflexella Svensson, 1992) — Magyarországon szórványos (Pastorális, 2011)
  - sárgafoltos lápimoly (Monochroa lucidella Stephens, 1834) — Magyarországon sokfelé előfordul (Fazekas, 2001; Pastorális, 2011; Pastorális & Szeőke, 2011)
  - okkerbarna lápimoly (Monochroa lutulentella, M. brunickii Zeller, 1839) — Magyarországon közönséges (Horváth, 1997; Pastorális, 2011; Pastorális & Szeőke, 2011);
  - bátorligeti lápimoly (Monochroa niphognatha Gozmány, 1953) — Magyarországon szórványos (Pastorális, 2011)
  - ólomszürke lápimoly (Monochroa nomadella Zeller, 1868) — Magyarországon szórványos (Pastorális, 2011; Pastorális & Szeőke, 2011)
  - turjáni lápimoly (Monochroa palustrellus, M. palustrella, M. rozsikaella Douglas, 1850) — Magyarországon többfelé előfordul (Fazekas, 2001; Buschmann, 2003; Pastorális, 2011);
  - karsztlakó sarlósmoly (Monochroa parvulata Gozmány, 1957) — Magyarországon nagyon ritka (Pastorális, 2011)
  - juhsóska-lápimoly (Monochroa rumicetella Hofmann, 1868) — Magyarországon szórványos (Pastorális, 2011)
  - karszterdei sarlósmoly (Monochroa sepicolella, M. balcanica, M. agasta Herrich-Schäffer, 1854) — Magyarországon többfelé előfordul (Fazekas, 2001; Pastorális, 2011; Pastorális & Szeőke, 2011);
  - fehérképű lápimoly (Monochroa servella, M. farinosae Zeller, 1839) — Magyarországon szórványos (Fazekas, 2001; Pastorális, 2011; Pastorális & Szeőke, 2011)
  - homokszínű lápimoly (Monochroa simplicella Lienig & Zeller, 1846) — Magyarországon szórványos (Pastorális, 2011)
  - sóskafúró lápimoly (Monochroa tenebrella Hb., 1817) — Magyarországon többfelé előfordul (Pastorális, 2011);
- Ornativalva nem (Gozmány, 1955):
  - tamariskarágó sarlósmoly (Ornativalva plutelliformis Staudinger, 1859) — Magyarországon szórványos (Pastorális, 2011)
- Psamathocrita nem (Meyrick, 1925):
  - csontfehér sarlósmoly (Psamathocrita sp.) — Magyarországon szórványos (Pastorális, 2011)
- Ptocheuusa nem (Heinemann, 1870):
  - peremizsvirág-sarlósmoly (Ptocheuusa abnormella Herrich-Schäffer, 1854) — Magyarországon sokfelé előfordul (Buschmann, 2003; Pastorális, 2011; Pastorális & Szeőke, 2011);
  - gyopárvirág-sarlósmoly (Ptocheuusa inopella Zeller, 1839) — Magyarországon szórványos (Fazekas, 2001; Pastorális, 2011)
  - bolhafű-sarlósmoly (Ptocheuusa paupella Zeller, 1847) — Magyarországon többfelé előfordul (Fazekas, 2001; Pastorális, 2011);
- Pyncostola nem (Meyrick, 1917):
  - cseh sarlósmoly (Pyncostola bohemiella Nickerl, 1864) — Magyarországon szórványos (Pastorális, 2011)
- Xystophora nem (Wocke, 1876):
  - bükkönyrágó sarlósmoly (Xystophora carchariella Zeller, 1839) — Magyarországon szórványos (Pastorális, 2011; Pastorális & Szeőke, 2011)
  - kereprágó sarlósmoly (Xystophora pulveratella Herrich-Schäffer, 1854) — Magyarországon többfelé előfordul (Fazekas, 2001; Pastorális, 2011; Pastorális & Szeőke, 2011);